# Soshanguve
Soshanguve est un township de l'agglomération de Pretoria, elle-même faisant partie de la municipalité métropolitaine de Tshwane dans le Gauteng. Au recensement de 2011, il y avait 403 162 habitants.